# Eastry
Eastry is een civil parish in het bestuurlijke gebied Dover, in het Engelse graafschap Kent. De plaats telt 2492 inwoners.

## Geboren in Eastry
- Tony Hooper (1943-2020), zanger en gitarist

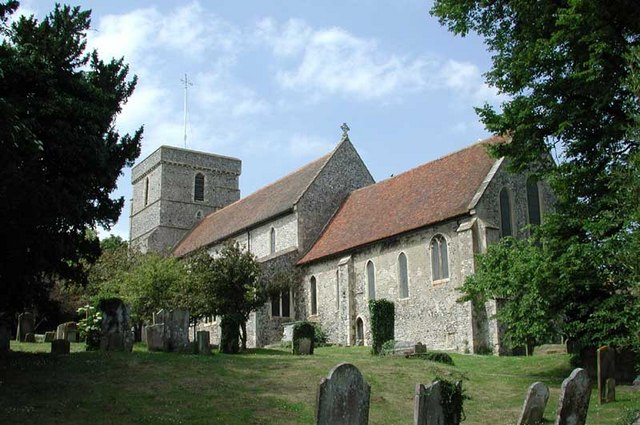
Kerk van St. Mary the Virgin